# Pero Dourado
Pero Dourado es una variedad cultivar de manzano (Malus domestica).
Recibido por los National Fruit Trials en 1952 de Portugal. Las frutas tienen una carne firme y fina con un sabor subacido.

## Sinonimia
- "Pero Dourada"

## Historia
'Pero Dourado' es una variedad de manzana, cultigen recibido por los National Fruit Trials en 1952 procedente de Portugal.
'Pero Dourado' se encuentra cultivada en la National Fruit Collection con el número de accesión: 1952-031 y Accession name: Pero Dourada.

## Características
'Pero Dourado' tiene un tiempo de floración que comienza a partir del 4 de mayo con el 10% de floración, para el 10 de mayo tiene una floración completa (80%), y para el 17 de mayo tiene un 90% caída de pétalos.
'Pero Dourado' tiene un tamaño medio tendiendo a grande; con forma cónica larga a cónica oblonga; color base es amarillo marcado con finas lenticelas grisáceas; enrojecido y rayado rojo en la cara expuesta al sol, y "russeting" (pardeamiento áspero superficial que presentan algunas variedades) débil; ojo grande y parcialmente abierto en una cuenca poco profunda y arrugada; pedúnculo  muy corto y de grosor medio, ubicado en una cuenca con "russeting", poco profunda y estrecha; carne es fina, con textura granulada y firme; sabor dulce y vinoso.
Su tiempo de recogida de cosecha se inicia a principios de octubre. Almacenada en frío se mantiene cinco meses.

## Usos
A menudo se come fresco, manzana de mesa, pero también es una buena manzana para cocinar.
Recomendada para el huerto familiar, irrelevante en el cultivo comercial de frutas en la actualidad.

## Ploidismo
Auto estéril. Grupo de polinización, C. Día de polinización, 10.

## Susceptibilidades
- Mildiu: ataque débil
- Moteado: ataque débil
- Momificado: ataque débil
- Chancro del manzano: ataque débil
- Sarna del manzano: ataque débil[6]